# Jorge Montaño
Jorge Mario Montaño y Martínez (Ciudad de México, 18 de agosto de 1945-16 de noviembre de 2022) fue un diplomático, profesor, periodista, escritor y abogado mexicano.  Se desempeñó como embajador de México ante diversas naciones.

## Trayectoria
Obtuvo la licenciatura en Derecho (1968) en la Universidad Nacional Autónoma de México (UNAM), y la maestría (1970) y el doctorado en ciencias políticas en la London School of Economics en Londres. Fue profesor de la Universidad Autónoma Metropolitana (UAM) y del Instituto Tecnológico Autónomo de México (ITAM). Publicó diversos libros sobre diplomacia, fue articulista del periódico El Universal, escribió artículos en la revista Nexos y en Foreign Affairs. Fue vicepresidente del Consejo Mexicano de Asuntos Internacionales.[cita requerida]
Fue embajador de México ante la Organización de las Naciones Unidas y ante los Estados Unidos. En 2013 fue nombrado, por segunda ocasión, Representante Permanente de México ante las Naciones Unidas.[cita requerida]
Falleció el miércoles, 16 de noviembre del 2022.

## Obras
- Actitudes políticas en los asentamientos espontáneos (1975)
- Colonialismo y neocolonialismo en el siglo XX (1976)
- Las agrupaciones sociales (1977)